# Sphondylium austriacum
Sphondylium austriacum är en flockblommig växtart som beskrevs av Giovanni Antonio Scopoli. Sphondylium austriacum ingår i släktet Sphondylium och familjen flockblommiga växter. Inga underarter finns listade i Catalogue of Life.